# 진문찬
진문찬(陳文讚, 생몰년 미상)은 진도거의 아들이자 진패선의 아버지로 진패선이 남진 건국 후 황제로 추존되었다. 묘호는 태조(太祖)이다.

## 상세
양상군자, 난형난제의 고사로 유명한 진식의 후손이며 진패선의 일가는 원래 후한에서 태구현령을 역임한 진식 때부터 영천(颍川)에 살았으나 서진이 멸망, 동진으로 재건되는 과정에서 비조부인 진달(陳達)이 전란을 피해 가족을 이끌고 남하하면서 장성현에 자리잡게 되어 이어져 온 것이다.
사실 진문찬 본인의 행적은 거의 전해지지 않는다. 그의 첫째 아들인 진도담, 막내아들 진휴선은 소량에서 동궁직합장군(東宮直閤將軍)에 임명받았지만 후경의 난 당시에 사망하였다.
진문찬의 둘째 아들인 진패선은 후경 세력을 토벌하는 과정에서 큰 공을 세웠고 557년 소방지에게 양위받아 남진을 건국한다. 아들이 새 왕조의 개창자가 된 후, 진문찬도 태조(太祖) 경황제(景皇帝)로 추존되었다.